# Турковичі Огулинські
45°16′ пн. ш. 15°10′ сх. д. / 45.27° пн. ш. 15.17° сх. д.
Турковичі Огулинські (хорв. Turkovići Ogulinski) — населений пункт у Хорватії, в Карловацькій жупанії у складі міста Огулин.

## Населення
Населення за даними перепису 2011 року становило 249 осіб.
Динаміка чисельності населення поселення: